# Dragov Dol
Dragov Dol (macedónul: Драгов Дол) település Észak-Macedóniában, a Délnyugati körzet Makedonszki Brod-i járásában.

## Népesség
| Lakosok száma | 115  | 130  | 141  | 80   | 46   | 33   | 24   | 23   | 10   |
|               | 1948 | 1953 | 1961 | 1971 | 1981 | 1991 | 1994 | 2002 | 2021 |

2002-ben 23 lakosa volt, akik mindannyian macedónok.